# Johan Wissman
Johan Lukas Wissman (* 2. listopadu 1982, Helsingborg) je švédský atlet, sprinter, jehož specializací jsou běhy na 200 a 400 metrů.
V roce 2001 získal na juniorském mistrovství Evropy v italském Grossetu stříbrnou medaili v závodě na 400 metrů. O dva roky později vybojoval v běhu na 200 metrů na mistrovství Evropy do 23 let v Bydhošti bronz.